# Прайс, Дэвид (бейсболист)
Дэвид Тейлор Прайс (англ. David Taylor Price; род. 26 августа 1985, Мерфрисборо, Теннесси) — американский профессиональный бейсболист, выступавший в Главной лиге бейсбола на позиции стартового питчера. Прайс был выбран на драфте МЛБ 2007 года под общим первым номером и уже в сентябре 2008 года дебютировал в главной лиге.
Во время игр плей-офф 2008 года Прайс выходил в игру со скамейки запасных, но уже через неделю после своего дебютного матча в 7-й игре чемпионской серии Американской лиги помог своему клубу впервые в истории выйти в Мировую серию. В 2009 году он занял позицию стартового питчера команды. В 2010 году он был выбран для участия в матче всех звёзд МЛБ, в котором вышел в стартовом составе, а также занял второе место в голосовании на Приз Сая Янга. В 2012 году он стал лидером АЛ по победам, по ERA и завоевал приз Сая Янга.
4 декабря 2015 года Прайс подписал с «Бостон Ред Сокс» семилетний контракт на сумму 217 млн долларов — самый большой контракт в истории МЛБ для питчера.